# Nogometna reprezentacija Francuske Gijane
Nogometna reprezentacija Francuske Gvajane (fra. Sélection de Guyane de football) je nacionalni nogometni sastav Francuske Gvajane kojeg kontrolira Nogometna liga Francuske Gvajane (fra. Ligue de Football de Guyane) koji se pak nalazi unutar Francuskog nogometnog saveza (fra. Federation Francaise de Football). Prvu utakmicu reprezentacija je odigrala u listopadu 1969. protiv Martiniquea te na njoj nije bilo pogodaka.
Francuska Gvajana je prekomorski departman Francuske te nije članica FIFA-e iako nosi njen kod GYF. Budući da se zemlja ne nalazi u FIFA zajednici, Francuska Gvajana se ne može natjecati u kvalifikacijama za Svjetsko nogometno prvenstvo. S druge strane, Francuska Gvajana se kao i Gvajana i Surinam fizički nalaze u Južnoj Americi ali su njihove reprezentacije članice sjevernoameričkog kontinentalnog saveza CONCACAF. Zbog toga se te reprezentacije mogu natjecati u kvalifikacijama za sudjelovanje na kontinentalnom CONCACAF Zlatnom kupu. Vezano uz Francusku Gvajanu, postoji pravilo da na Zlatnom kupu za njenu reprezentaciju mogu igrati igrači koji posljednjih pet godina nisu nastupali za Francusku. To pravilo vrijedi i za reprezentacije Martiniquea i Gvadalupe.
Jednim od većih uspjeha reprezentacije smatra se osvajanje turnira PARBO Beer Cup protiv Surinama. Uspjeh je tim veći jer su za Surinam mogli nastupati surinamski igrači koji su bili nizozemski reprezentativci. To je moguće jer PARBO Beer Cup nije međunarodno priznati turnir.
Reprezentacija svoje nogometne utakmice igra na stadionu Stade de Baduel.

## Vanjske poveznice
- Službena web stranica nogometnog saveza Francuske Gvajane  Arhivirana inačica izvorne stranice od 28. siječnja 2007. (Wayback Machine)